# Олексій Шевельов
Олексій Шевельов (16 березня 1896, Одеса, Російська імперія — 13 листопада 1974, Рим, Італія) — протоієрей, священник православної, потім католицької церкви візантійського обряду, церковний журналіст на «Радіо Ватикану».

## Біографія
Олексій Шевельов народився в дворянській сім'ї, по материнській лінії — нащадок італійського графського роду Галлеано з Генуї, в 1914 закінчив Одеський кадетський корпус, з 1915 брав участь у Першій світовій війні, де отримав поранення і контузію. У 1920 році вступив до Одеської православної духовної семінарії, у 1921 році висвячений у сан священика в Єлизаветграді. У 1931 році Шевельов був заарештований; звільнившись у 1937 році, працював екскурсоводом у Керчі та навчався на заочному відділенні історико-археологічного інституту в Ленінграді. Під час Другої світової війни разом із сім'єю був викрадений на примусові роботи до Німеччини, пізніше працював на американському військовому складі. У Мюнхені увійшов у контакт із Російським католицьким центром і в 1948 році разом з дружиною перейшов у католицтво, переїхав до Риму, де став вести передачі «Радіо Ватикану». Перша програма радіо вийшла в ефір російською мовою 19 квітня 1948, з цього часу протягом 20 років Шевельов вів передачі радіо Ватикану російською мовою. В 1969 вийшов на пенсію, але до 1973 продовжував вести релігійні програми.
Шевельов послужив у 1963 році єпископу Андрію Каткову у звершенні літургії св. Іоанна Золотоуста у Соборі св. Петра в Римі.
Помер 5 липня 1974 року у своїй квартирі в Русикумі.